# Mikoriza
Mikoriza je simbioza korijena i gljiva.
Kod većine vrsta šumskog drveća umjerenog podneblja micelij gljiva obavija kratko i debelo bočno korijenje. Na ovaj način, micelij gljiva funkcionalno zamjenjuje korijenove dlačice, te olakšava biljci primanje mineralnih tvari. 
Dvije su vrste mikorize: ektotrofna i endotrofna mikoriza, a postoje i prijelazni oblici života

## Ektotrofna mikoriza
Prisutna je isključivo u drvenastim vrstama. Neki rodovi gljiva kao što su krasnice (Russula), pupavke (Amanita), vrganji (Boletus) i mliječnice (Lactarius) žive gotovo isključivo simbiotski, s "omotačem" od micelija oko korijena. Hife gljiva ne ulaze u same stanice, ali često oko njih čine tzv. Hartigovu mrežu. Ektotrofna mikoriza olakšava apsorpciju fosfata.

## Endotrofna mikoriza
Odlikuje se rjeđim hifama koje rastu i oko i unutar korijena. Hife ulaze u pojedine stanice gdje mogu tvoriti jajaste strukture, mjehuriće i razgranjene strukture. Ove strukture sudjeluju u izmjeni iona između biljke i gljiva.
Endotrofna mikoriza olakšava primanje fosfata i metala u tragovima kao što su cink i bakar. Prisutna je u gotovo svih orhideja kojima simbiotske gljive trebaju za klijanje i razvoj jer im omogućavaju opskrbljivanje vodom.